# IJsbaan van Inzell
Met de ijsbaan van Inzell wordt verwezen naar zowel de oude ijsbaan van Inzell, het Ludwig Schwabl Stadion, als naar de nieuwe op dezelfde plaats gebouwde overdekte ijsbaan, de Max Aicher Arena. De ijsbaan ontstond op de Frillensee, waar zeer goed kon worden geschaatst. Het meer had de goede afmetingen voor een 400 m baan. Vanaf 1959 oefenden de Duitse schaatsers er en werd het een centrum voor de schaatssport.

## Max Aicher Arena
Sinds de ijsbaan van Inzell in 2011 werd overdekt heet deze de Max Aicher Arena. Kort na opening werd op deze baan het WK afstanden verreden. De eerste schaatser die wereldkampioen werd in het nieuwe stadion was de Nederlandse Ireen Wüst. Anno maart 2024 is deze baan de nummer 4 op de lijst van snelste ijsbanen ter wereld.
Binnen de 400 meter baan ligt een ijshockeybaan.
De ijsbaan is erg geliefd bij (Nederlandse) schaatsers als trainingslocatie. Vooral in de zomermaanden, maar ook op trainingskampen tussen de wedstrijden door, trekken schaatsers massaal naar Inzell om te trainen en proefwedstrijden te rijden. De ijsbaan van Inzell is zo populair om de uitstekende faciliteiten, de rustgevende en schitterende omgeving en de hoogte van bijna 700 meter.

### Grote wedstrijden
Internationale kampioenschappen
- 2011 - WK afstanden
- 2019 - WK afstanden
- 2024 - WK sprint
- 2024 - WK allround

Wereldbekerwedstrijden
- 2012/2013 - Wereldbeker 7
- 2013/2014 - Wereldbeker 5
- 2015/2016 - Wereldbeker 3

Nationale kampioenschappen
- 2012 - DK afstanden
- 2012 - RK afstanden
- 2012 - RK allround
- 2012 - RK sprint
- 2013 - DK sprint
- 2013 - DK allround
- 2013 - OK sprint
- 2013 - OK afstanden
- 2014 - DK allround
- 2014 - DK sprint
- 2014 - DK afstanden
- 2014 - RK allround
- 2014 - OK sprint
- 2014 - RK sprint
- 2015 - OK sprint
- 2015 - RK allround
- 2015 - DK allround
- 2015 - ZK sprint
- 2015 - RK sprint
- 2016 - OK sprint
- 2016 - DK afstanden
- 2016 - RK afstanden
- 2016 - RK allround
- 2016 - ZK afstanden
- 2016 - ZK sprint
- 2016 - RK sprint
- 2017 - OK sprint
- 2017 - DK afstanden
- 2017 - RK allround
- 2017 - DK sprint

### Baanrecords
| Afstand              | Schaatser                                | Land | Tijd     | Datum      |
| -------------------- | ---------------------------------------- | ---- | -------- | ---------- |
| 100 m                | Miro Puolakka                            | FIN  | 09,88    | 24-10-2019 |
| 500 m                | Jordan Stolz                             | USA  | 34,10    | 09-03-2024 |
| 1000 m               | Ning Zhongyan                            | CHN  | 1.07,11  | 08-03-2024 |
| 1500 m               | Jordan Stolz                             | USA  | 1.41,77  | 10-03-2024 |
| 3000 m               | Sven Kramer                              | NED  | 3.37,45  | 07-10-2017 |
| 5000 m               | Davide Ghiotto                           | ITA  | 6.06,28  | 09-03-2024 |
| 10.000 m             | Davide Ghiotto                           | ITA  | 12.40,61 | 10-03-2024 |
| Ploegenachtervolging | Marcel Bosker Sven Kramer Douwe de Vries | NED  | 3.38,43  | 08-02-2019 |
| Teamsprint           | Ronald Mulder Kjeld Nuis Kai Verbij      | NED  | 1.19,05  | 07-02-2019 |
| 2×500 m              | Lee Kyou-hyuk                            | KOR  | 69,100   | 10-03-2011 |
| Sprintvierkamp       | Ning Zhongyan                            | CHN  | 136,680  | 08-03-2024 |
| Minivierkamp         | Paul Galczinsky                          | GER  | 149,303  | 27-01-2017 |
| Kleine vierkamp      | Bart Swings                              | BEL  | 154,152  | 04-03-2011 |
| Grote vierkamp       | Alexej Baumgärtner                       | GER  | 155,511  | 29-12-2014 |

| Afstand              | Schaatsster                               | Land | Tijd    | Datum                 |
| -------------------- | ----------------------------------------- | ---- | ------- | --------------------- |
| 100 m                | Jenny Wolf                                | GER  | 10,38   | 25-07-2013            |
| 500 m                | Femke Kok                                 | NED  | 37,07   | 07-03-2024 08-03-2024 |
| 1000 m               | Jutta Leerdam                             | NED  | 1.12,86 | 08-03-2024            |
| 1500 m               | Joy Beune                                 | NED  | 1.52,65 | 10-03-2024            |
| 3000 m               | Joy Beune                                 | NED  | 3.55,72 | 09-03-2024            |
| 5000 m               | Martina Sáblíková                         | CZE  | 6.44,85 | 09-02-2019            |
| Ploegenachtervolging | Ayano Sato Miho Takagi Nana Takagi        | JPN  | 2.55,78 | 08-02-2019            |
| Teamsprint           | Letitia de Jong Jutta Leerdam Janine Smit | NED  | 1.26,28 | 07-02-2019            |
| 2×500 m              | Jenny Wolf                                | GER  | 75,930  | 10-03-2011            |
| Sprintvierkamp       | Miho Takagi                               | JPN  | 147,545 | 08-03-2024            |
| Minivierkamp         | Michelle Uhrig                            | GER  | 163,269 | 03-03-2019            |
| Kleine vierkamp      | Joy Beune                                 | NED  | 157,268 | 10-03-2024            |

## Ludwig Schwabl Stadion
Het Ludwig Schwabl Stadion werd in 1965 geopend. Door zijn ligging op 690 m boven zeeniveau was deze baan een van de snelste (buiten)banen van Europa. Later was er ook de ijsbaan van Klobenstein in Italië waar zeer snel werd gereden. Inzell werd veel bezocht door schaatsers in de voorbereiding op een nieuw seizoen.
In december 2007 werden plannen om de open ijsbaan te overkappen bekendgemaakt. In het voorjaar van 2009 gingen de bouwwerkzaamheden van start en deze zijn in december 2010 afgerond. De nieuwe baan opende begin 2011 haar deuren en daarmee eindigde de geschiedenis van het Ludwig Schwabl stadion.

### Grote wedstrijden
Internationale kampioenschappen
- 1969 - EK allround mannen
- 1971 - WK sprint
- 1972 - EK allround vrouwen
- 1974 - WK allround mannen
- 1977 - WK junioren
- 1979 - WK sprint
- 1982 - WK allround vrouwen
- 1986 - WK allround mannen
- 1991 - WK sprint
- 1996 - WK allround
- 2001 - WK sprint
- 2005 - WK afstanden

Wereldbekerwedstrijden
- 1985/1986 - Wereldbeker 5 vrouwen
- 1985/1986 - Wereldbekerfinale
- 1986/1987 - Wereldbekerfinale
- 1987/1988 - Wereldbekerfinale mannen
- 1988/1989 - Wereldbeker 8
- 1989/1990 - Wereldbeker 9 vrouwen
- 1990/1991 - Wereldbekerfinale
- 1991/1992 - Wereldbeker 6 vrouwen
- 1992/1993 - Wereldbeker 7
- 1993/1994 - Wereldbeker 5 vrouwen
- 1994/1995 - Wereldbeker 8
- 1996/1997 - Wereldbekerfinale
- 1997/1998 - Wereldbeker 8
- 1998/1999 - Wereldbeker 9
- 1999/2000 - Wereldbeker 1
- 2001/2002 - Wereldbekerfinale
- 2002/2003 - Wereldbeker 8
- 2003/2004 - Wereldbeker 8
- 2005/2006 - Wereldbeker 6
- 2007/2008 - Wereldbeker 8

Nationale kampioenschappen
- 1966 - FK allround
- 1966 - DK allround
- 1967 - DK allround
- 1968 - DK allround
- 1969 - DK allround vrouwen
- 1969 - DK allround mannen
- 1970 - DK allround vrouwen
- 1970 - DK allround mannen
- 1971 - DK allround vrouwen
- 1971 - DK allround mannen
- 1971 - DK sprint mannen
- 1972 - DK allround
- 1972 - DK sprint mannen
- 1973 - DK allround
- 1973 - DK sprint mannen
- 1974 - DK allround
- 1974 - DK sprint mannen
- 1975 - DK sprint
- 1976 - DK allround vrouwen
- 1976 - DK allround mannen
- 1977 - DK allround mannen
- 1977 - DK allround vrouwen
- 1978 - DK allround mannen
- 1978 - DK sprint
- 1979 - DK allround mannen
- 1979 - DK allround vrouwen
- 1979 - DK sprint
- 1980 - DK allround
- 1981 - DK allround
- 1981 - DK sprint
- 1982 - DK sprint
- 1982 - DK allround
- 1984 - DK sprint
- 1984 - DK allround mannen
- 1984 - DK allround vrouwen
- 1985 - DK sprint
- 1986 - DK allround vrouwen
- 1986 - DK allround mannen
- 1988 - DK allround vrouwen
- 1988 - DK sprint
- 1989 - DK afstanden
- 1990 - DK afstanden
- 1990 - DK allround
- 1991 - DK allround
- 1992 - DK sprint
- 1993 - DK afstanden
- 1995 - DK allround
- 1995 - DK sprint
- 1996 - DK allround
- 1996 - FK allround mannen
- 1998 - DK sprint
- 1998 - DK allround
- 1999 - DK afstanden
- 2000 - DK sprint
- 2000 - DK allround
- 2001 - DK sprint
- 2001 - DK allround
- 2003 - DK sprint
- 2003 - DK allround
- 2004 - OK allround
- 2005 - DK sprint
- 2005 - DK allround
- 2008 - DK sprint
- 2008 - DK allround
- 2008 - RK allround
- 2008 - RK afstanden
- 2009 - OK allround
- 2009 - OK afstanden
- 2009 - OK allround
- 2009 - ZK afstanden

### Baanrecords
| Afstand              | Schaatser                                   | Land | Tijd     | Datum      |
| -------------------- | ------------------------------------------- | ---- | -------- | ---------- |
| 100 m                | Mark Nielsen                                | CAN  | 09,52    | 01-03-2003 |
| 500 m                | Yu Fengtong                                 | CHN  | 35,17    | 22-02-2004 |
| 1000 m               | Shani Davis                                 | USA  | 1.09,65  | 17-02-2008 |
| 1500 m               | Remco Olde Heuvel                           | NED  | 1.47,81  | 21-10-2006 |
| 3000 m               | Sven Kramer                                 | NED  | 3.43,34  | 11-10-2008 |
| 5000 m               | Chad Hedrick                                | USA  | 6.25,61  | 03-03-2005 |
| 10.000 m             | Bob de Jong                                 | NED  | 13.25,64 | 05-03-2005 |
| Ploegenachtervolging | Mark Tuitert Carl Verheijen Erben Wennemars | NED  | 3.53,83  | 06-03-2005 |
| Sprintvierkamp       | Jeremy Wotherspoon                          | CAN  | 142,325  | 16-02-2008 |
| Minivierkamp         | Valentin Antonio Anghel                     | ROU  | 160,378  | 04-02-2008 |
| Kleine vierkamp      | Tobias Schneider                            | GER  | 155,924  | 04-01-2008 |
| Grote vierkamp       | Christian Breuer                            | GER  | 159,172  | 29-12-2000 |

| Afstand              | Schaatsster                                    | Land                           | Tijd     | Datum      |
| -------------------- | ---------------------------------------------- | ------------------------------ | -------- | ---------- |
| 100 m                | Catriona Le May-Doan                           | CAN                            | 10,41    | 02-03-2003 |
| 500 m                | Jenny Wolf                                     | GER                            | 38,25    | 12-10-2007 |
| 1000 m               | Anni Friesinger                                | GER                            | 1.16,10  | 21-10-2006 |
| 1500 m               | Anni Friesinger                                | GER                            | 1.57,21  | 15-10-2005 |
| 3000 m               | Martina Sáblíková                              | CZE                            | 4.06,55  | 10-10-2008 |
| 5000 m               | Martina Sáblíková                              | CZE                            | 6.56,98  | 17-10-2008 |
| 10.000 m             | Yvonne van der Ploeg                           | NED                            | 17.38,60 | 07-03-1984 |
| Ploegenachtervolging | Daniela Anschütz Anni Friesinger Sabine Völker | GER                            | 3.05,81  | 05-03-2005 |
| Sprintvierkamp       | Monique Garbrecht-Enfeldt                      | GER                            | 154,865  | 29-12-2000 |
| Minivierkamp         | Karin Busch                                    | Duitse Democratische Republiek | 168,271  | 13-02-1982 |
| Kleine vierkamp      | Gunda Niemann-Stirnemann                       | GER                            | 166,069  | 29-12-2000 |

### Wereldrecords
| Nr. | Discipline          | Naam                 | Land                           | Tijd     | Datum              |
| --- | ------------------- | -------------------- | ------------------------------ | -------- | ------------------ |
| 1.  | 3000 meter (m)      | Ard Schenk           | Nederland                      | 4.26,2   | 29 januari 1966    |
| 2.  | 1500 meter (m)      | Ard Schenk           | Nederland                      | 2.05,3   | 30 januari 1966    |
| 3.  | 3000 meter (m)      | Ard Schenk           | Nederland                      | 4.18,4   | 25 februari 1967   |
| 4.  | 1500 meter (m)      | Kees Verkerk         | Nederland                      | 2.03,9   | 26 februari 1967   |
| 5.  | 5000 meter (m)      | Kees Verkerk         | Nederland                      | 7.26,6   | 26 februari 1967   |
| 6.  | 1000 meter (m)      | Ard Schenk           | Nederland                      | 1.20,6   | 28 februari 1967   |
| 7.  | 10.000 meter (m)    | Fred Anton Maier     | Noorwegen                      | 15.31,8  | 28 februari 1967   |
| 8.  | 3000 meter (v)      | Stien Kaiser         | Nederland                      | 4.56,8   | 5 maart 1967       |
| 9.  | Grote vierkamp (m)  | Günter Traub         | West-Duitsland                 | 176,717  | 20/21 januari 1968 |
| 10. | 500 meter (m)       | Erhard Keller        | West-Duitsland                 | 39,2     | 28 januari 1968    |
| 11. | 1000 meter (v)      | Stien Kaiser         | Nederland                      | 1.31,0   | 3 maart 1968       |
| 12. | 3000 meter (m)      | Fred Anton Maier     | Noorwegen                      | 4.17,5   | 7 maart 1968       |
| 13. | 1000 meter (m)      | Ivar Eriksen         | Noorwegen                      | 1.20,5   | 9 maart 1968       |
| 14. | 5000 meter (m)      | Fred Anton Maier     | Noorwegen                      | 7.16,7   | 9 maart 1968       |
| 15. | 10.000 meter (m)    | Per Willy Guttormsen | Noorwegen                      | 15.16,1  | 10 maart 1968      |
| 16. | Grote vierkamp (m)  | Kees Verkerk         | Nederland                      | 172,058  | 9/10 maart 1968    |
| 17. | 10.000 meter (m)    | Kees Verkerk         | Nederland                      | 15.03,6  | 26 januari 1969    |
| 18. | 1000 meter (m)      | Ivar Eriksen         | Noorwegen                      | 1.20,3   | 8 februari 1969    |
| 19. | 3000 meter (v)      | Ans Schut            | Nederland                      | 4.50,3   | 23 februari 1969   |
| 20. | 500 meter (m)       | Keiichi Suzuki       | Japan                          | 39,2     | 1 maart 1969       |
| 21. | 1000 meter (m)      | Ivar Eriksen         | Noorwegen                      | 1.19,5   | 1 maart 1969       |
| 22. | 5000 meter (m)      | Kees Verkerk         | Nederland                      | 7.13,2   | 1 maart 1969       |
| 23. | Grote vierkamp (m)  | Göran Claeson        | Zweden                         | 171,758  | 1/2 maart 1969     |
| 24. | 500 meter (m)       | Keiichi Suzuki       | Japan                          | 38,71    | 7 maart 1970       |
| 25. | 500 meter (m)       | Hasse Börjes         | Zweden                         | 38,46    | 8 maart 1970       |
| 26. | 1500 meter (m)      | Kees Verkerk         | Nederland                      | 2.01,9   | 8 maart 1970       |
| 27. | Grote vierkamp (m)  | Jan Bols             | Nederland                      | 171,512  | 7/8 maart 1970     |
| 28. | 1000 meter (v)      | Ljoedmila Titova     | Sovjet-Unie                    | 1.29,0   | 20 februari 1971   |
| 29. | 1000 meter (m)      | Ard Schenk           | Nederland                      | 1.18,8   | 20 februari 1971   |
| 30. | 1000 meter (v)      | Ljoedmila Titova     | Sovjet-Unie                    | 1.27,7   | 21 februari 1971   |
| 31. | 5000 meter (m)      | Ard Schenk           | Nederland                      | 7.12,0   | 13 maart 1971      |
| 32. | 500 meter (m)       | Erhard Keller        | West-Duitsland                 | 38,42    | 14 maart 1971      |
| 33. | 10.000 meter (m)    | Ard Schenk           | Nederland                      | 14.55,9  | 14 maart 1971      |
| 34. | Grote vierkamp (m)  | Ard Schenk           | Nederland                      | 168,248  | 13/14 maart 1971   |
| 35. | 500 meter (m)       | Erhard Keller        | West-Duitsland                 | 38,3     | 2 januari 1972     |
| 36. | 3000 meter (m)      | Ard Schenk           | Nederland                      | 4.08,3   | 2 maart 1972       |
| 37. | 500 meter (m)       | Erhard Keller        | West-Duitsland                 | 38,0     | 4 maart 1972       |
| 38. | 500 meter (m)       | Hasse Börjes         | Zweden                         | 38,0     | 4 maart 1972       |
| 39. | 1000 meter (m)      | Erhard Keller        | West-Duitsland                 | 1.18,5   | 4 maart 1972       |
| 40. | 5000 meter (m)      | Ard Schenk           | Nederland                      | 7.09,8   | 4 maart 1972       |
| 41. | Sprintvierkamp (m)  | Erhard Keller        | West-Duitsland                 | 155,800  | 4/5 maart 1972     |
| 42. | Grote vierkamp (m)  | Ard Schenk           | Nederland                      | 167,420  | 4/5 maart 1972     |
| 43. | 5000 meter (m)      | Piet Kleine          | Nederland                      | 7.04,86  | 5 maart 1976       |
| 44. | 5000 meter (m)      | Piet Kleine          | Nederland                      | 7.02,38  | 12 maart 1976      |
| 45. | 10.000 meter (m)    | Piet Kleine          | Nederland                      | 14.43,92 | 13 maart 1976      |
| 46. | 1500 meter (m)      | Hans van Helden      | Nederland                      | 1.55,61  | 13 maart 1976      |
| 47. | 3000 meter (v)      | Nancy Swider         | Verenigde Staten               | 4.40,85  | 13 maart 1976      |
| 48. | Grote vierkamp (m)  | Piet Kleine          | Nederland                      | 165,884  | 12/13 maart 1976   |
| 49. | 3000 meter (m)      | Eric Heiden          | Verenigde Staten               | 4.07,01  | 2 maart 1978       |
| 50. | 1000 meter (m)      | Eric Heiden          | Verenigde Staten               | 1.14,99  | 17 februari 1979   |
| 51. | 10.000 meter (m)    | Geir Karlstad        | Noorwegen                      | 14.12,14 | 16 februari 1986   |
| 52. | 1500 meter (v)      | Karin Kania          | Duitse Democratische Republiek | 2.02,23  | 6 maart 1986       |
| 53. | Kleine vierkamp (m) | Gerard Kemkers       | Nederland                      | 160,454  | 16/17 maart 1990   |

## Natureisstadion am Zwingsee

### Grote wedstrijden
Nationale kampioenschappen
- 1964 - DK allround
- 1965 - DK allround

## Frillensee
In het verleden was de Frillensee een plaats van schaatsactiviteiten als schaatsen en ijshockey. De lokale ijshockey- en schaatsvereniging van Inzell, DEC (Deutsche Eisschnellauf-Club) Frillensee Inzell, draagt nog steeds de naam van het meer.
In 1959 werd de beslissing genomen om van de Frillensee een trainings- en wedstrijdcentrum te maken voor de schaatssport en kort daarna vonden de eerste trainingen en wedstrijden van Duitse en Oostenrijkse topschaatsers plaats. Op 23 en 24 januari 1960 vonden de Beierse en Duitse kampioenschappen op de Frillensee plaats, waarbij meer dan 1000 toeschouwers langs het meer hadden plaatsgenomen. Deze kampioenschappen golden tevens als kwalificatiewedstrijden voor de Olympische Winterspelen in Squaw Valley.
Na dit seizoen komen ook schaatsers uit Nederland, Oostenrijk, Zwitserland, en Finland naar de Frillensee en worden er ook internationale wedstrijden gereden. Ook curling doet zijn intrede en op 26 november 1960 wordt het wereldrecord bereikt.
Grootste vijand van de schaatssport op de Frillensee blijkt de natuur te zijn. Het wordt steeds moeilijker om de baan sneeuwvrij te houden. Tijdens het Duitse kampioenschap schaatsen op 27 en 28 januari 1962 valt er in de nacht van zaterdag op zondag 93 centimeter verse sneeuw en dreigt de ijsvloer onder het gewicht van de sneeuw te bezwijken. Met veel moeite en een grote schare vrijwilligers lukt het om de weg naar de Frillensee en de baan zelf weer sneeuwvrij te maken, zodat het kampioenschap op zondagmiddag hervat kan worden.
Door het succes van de schaatsactiviteiten op de Frillensee heeft ertoe geleid dat in het najaar van 1963 een ijsbaan geopend werd dichter bij Inzell. Deze ijsbaan is in 1965 vervangen door een kunstijsbaan met de naam Ludwig Schwabl Stadion. Sinds de opening van de ijsbaan zijn er op de Frillensee geen wedstrijden meer georganiseerd, de laatste wedstrijd was het Duitse kampioenschap op 26 en 27 januari 1963.

### Grote wedstrijden
Nationale kampioenschappen
- 1960 - DK allround mannen
- 1961 - DK allround mannen
- 1961 - OK allround mannen
- 1962 - DK allround mannen
- 1963 - DK allround vrouwen
- 1963 - ZK allround mannen
- 1963 - DK allround mannen